# Brzytwodzioby
Brzytwodzioby (Rynchopinae) – monotypowa podrodzina ptaków z rodziny mewowatych (Laridae).

## Zasięg występowania
Podrodzina obejmuje gatunki zamieszkujące nadmorskie i nadrzewne bagna, ujścia i rozlewiska rzek w Ameryce Północnej, Środkowej i Południowej, Afryce, Azji Południowej i Południowo-Wschodniej.

## Cechy charakterystyczne
Długość ciała 36–46 cm, długość grzbietu dzioba 51–75 mm, rozpiętość skrzydeł 101–127 cm; masa ciała 111–374 g. Upierzenie wierzchu ciała czarne, spód biały; charakterystyczny dziób (dolna część jest dłuższa od górnej). Źrenica o pionowym ułożeniu (zwęża się lub rozszerza w zależności od natężenia światła). Żywi się drobnymi zwierzętami morskimi; pożywienie chwyta, lecąc tuż nad wodą, zanurzając dolną część dzioba w wodzie, żerując głównie o zmroku i nocą. Żyją i gniazdują w koloniach; gniazda zakładają na ziemi lub w niskich krzewach. Samice składają od 2 do 5 jaj, które wysiadują 25–30 dni; młode opuszczają gniazdo po około miesiącu życia.

## Systematyka

### Etymologia
- Rynchops: gr. ῥυγχος rhunkhos „dziób”; κοπτω koptō „odciąć”[10].
- Phalacrocorax: łac. phalacrocorax, phalacrocoracis „kormoran”, od gr. φαλακροκοραξ phalakrokorax, φαλακροκορακος phalakrokorakos „kormoran”, od φαλακρος phalakros „łysy”, od φαλος phalos „biały”; ακρος akros „najwyższy”; κοραξ korax, κορακος korakos „kruk”, od κρωζω krōzō „krakać”[11]. Gatunek typowy: Rynchops niger Linnaeus, 1758.
- Rygchopsalia: gr. ῥυγχος rhunkhos „dziób” (dosłowne tłumaczenie greckiego słowa ῥυγχος dałoby rugkhos); ψαλις psalis, ψαλιδος psalidos „nożyce”[12]. Gatunek typowy: Rynchops niger Linnaeus, 1758.
- Psalidoramphos: gr. ψαλις psalis, ψαλιδος psalidos „nożyce”; ῥαμφος rhamphos „dziób”[13]. Nazwa zastępcza dla Rynchops Linnaeus, 1758.
- Anisoramphos: gr. ανισος anisos „nierówny”, od negatywnego przedrostka αν- an-; ισος isos „równy”; ῥαμφος rhamphos „dziób”[14]. Gatunek typowy: Rynchops niger Linnaeus, 1758.

### Podział systematyczny
Do podrodziny należy jeden rodzaj z następującymi gatunkami:
- Rynchops niger Linnaeus, 1758 – brzytwodziób amerykański
- Rynchops flavirostris Vieillot, 1816 – brzytwodziób afrykański
- Rynchops albicollis Swainson, 1838 – brzytwodziób indyjski